# Sara Soler Ester
Sara Soler Ester (Barbastre, Aragó, 28 de desembre del 1992) és una dibuixant de còmics espanyola.
Nascuda a Barbastre, va mudar-se a Barcelona on estudia a l'Escola Joso. Va iniciar-se fent fanzines, fent-se coneguda el 2019 per Us, una publicació de 28 pàgines on parla del procés pel qual la seua parella va autoconeixent-se com a persona transexual. L'any 2021, l'obra va ser guardonada al Saló del Còmic de Barcelona, i la història es converteix en una novel·la gràfica amb el mateix nom.

## Premis i reconeixements
- 2021 - Nominació a l'Autora revelació del Saló del Còmic de Barcelona per En la oscuridad (Planeta, 2019).
- 2021 - Premi al millor fanzine del Saló del Còmic de Barcelona per Us.[5]